# 가나의 재외공관 목록

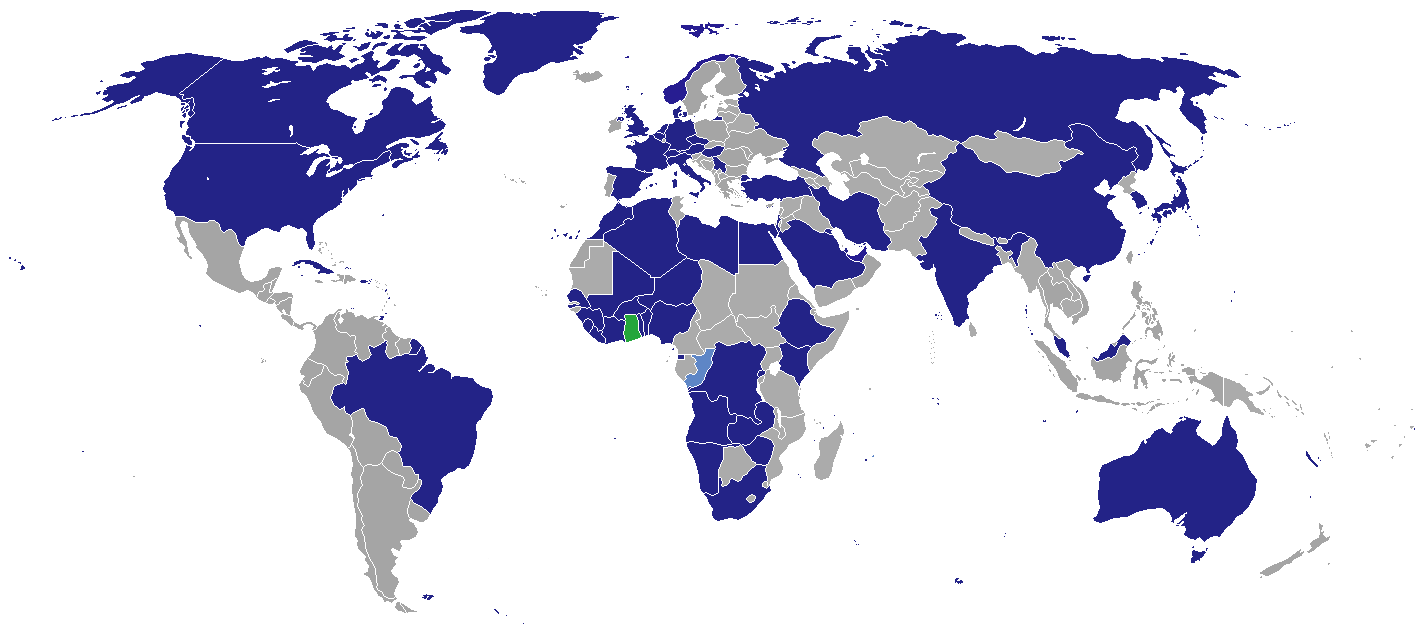
가나의 재외공관

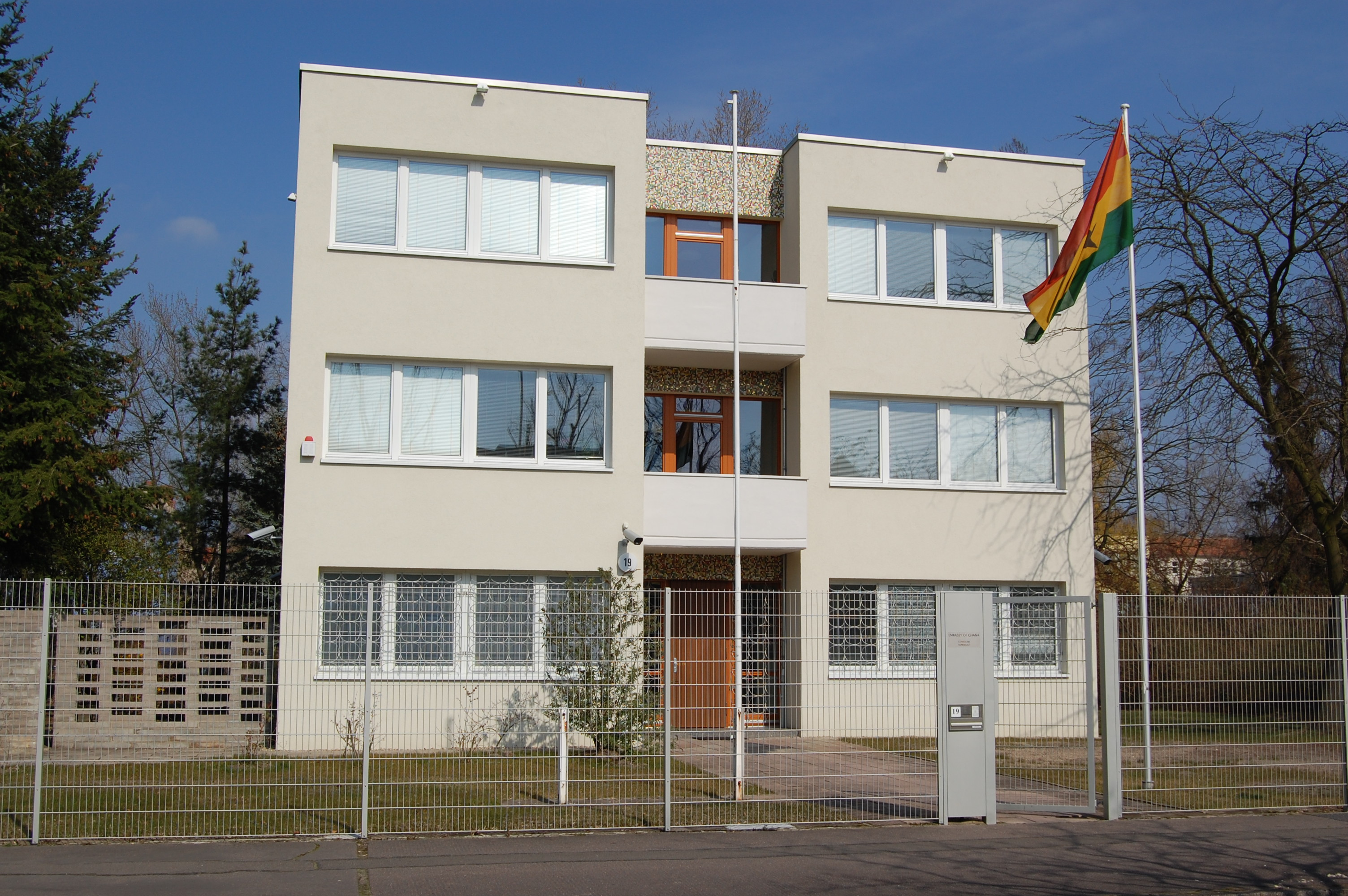
베를린 주재 가나 대사관

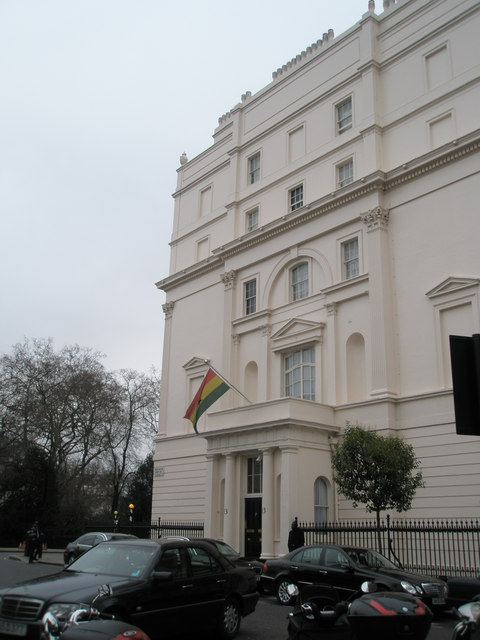
런던 주재 가나 고등판무관 사무소

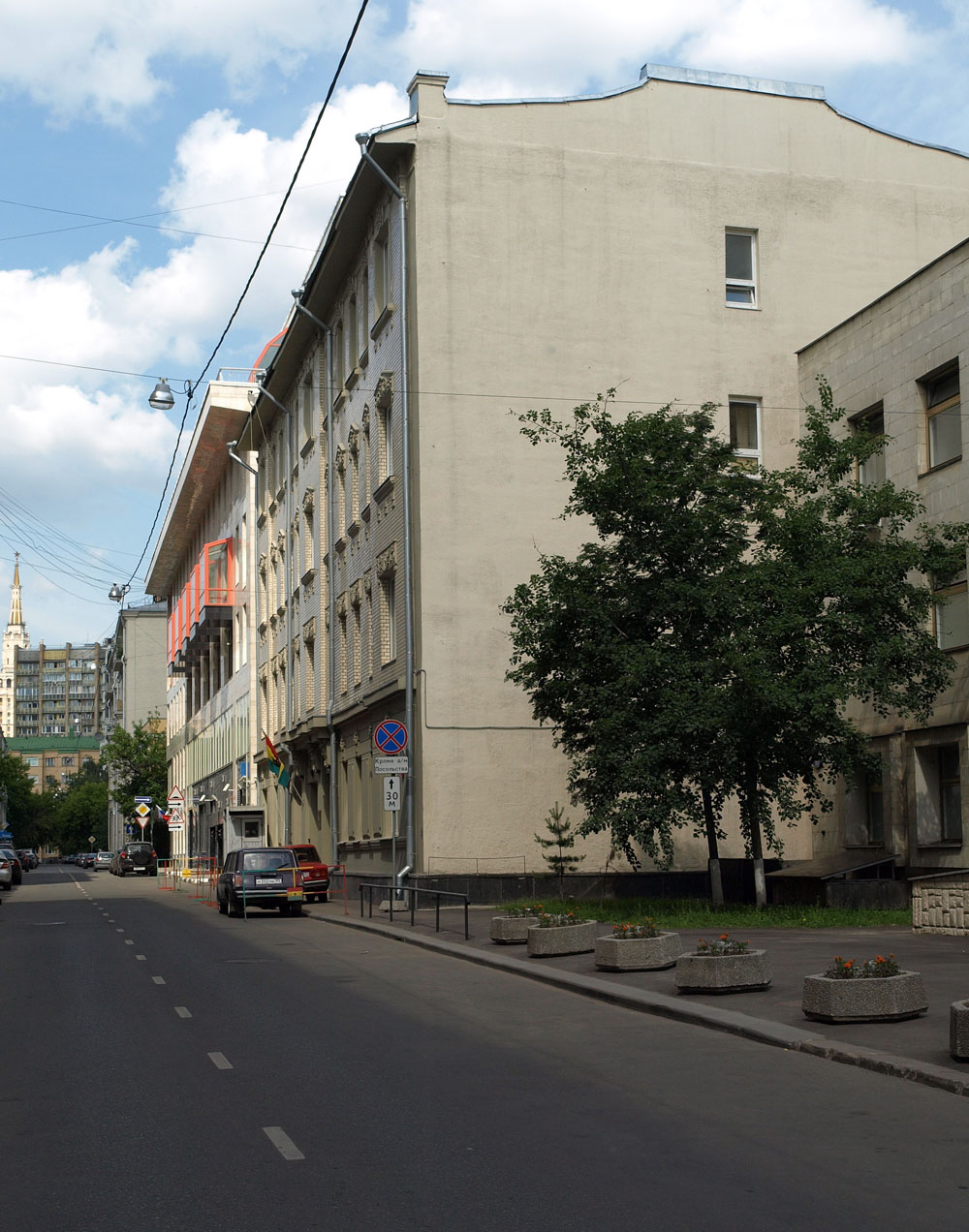
모스크바 주재 가나 대사관

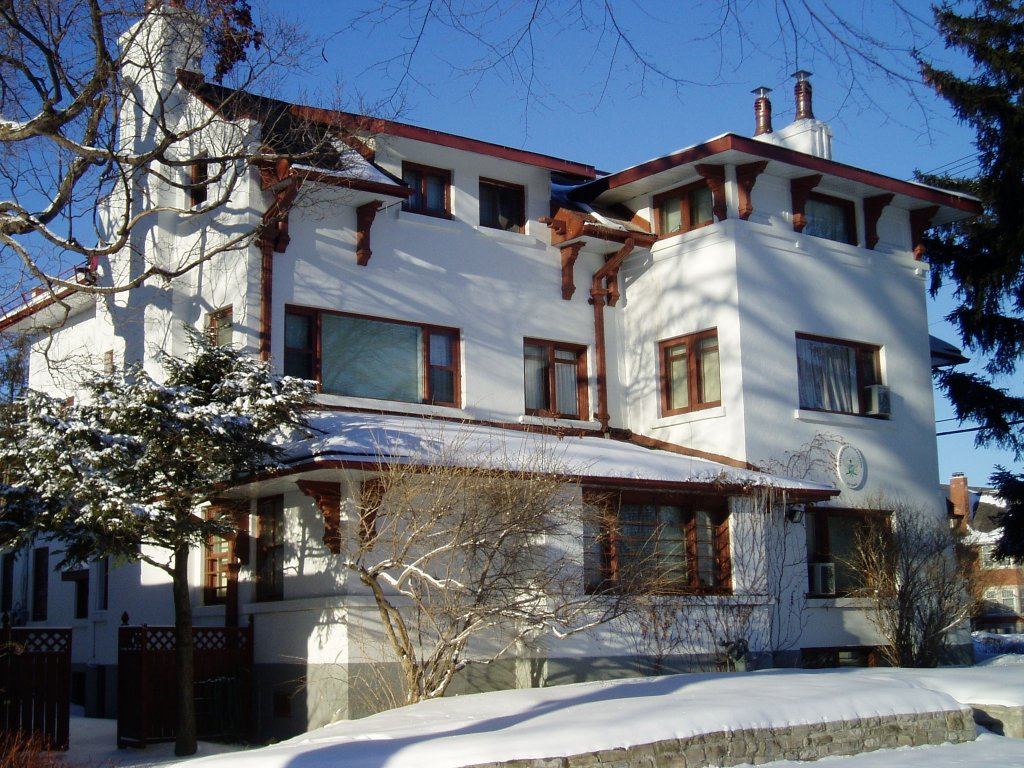
오타와 주재 가나 고등판무관 사무소

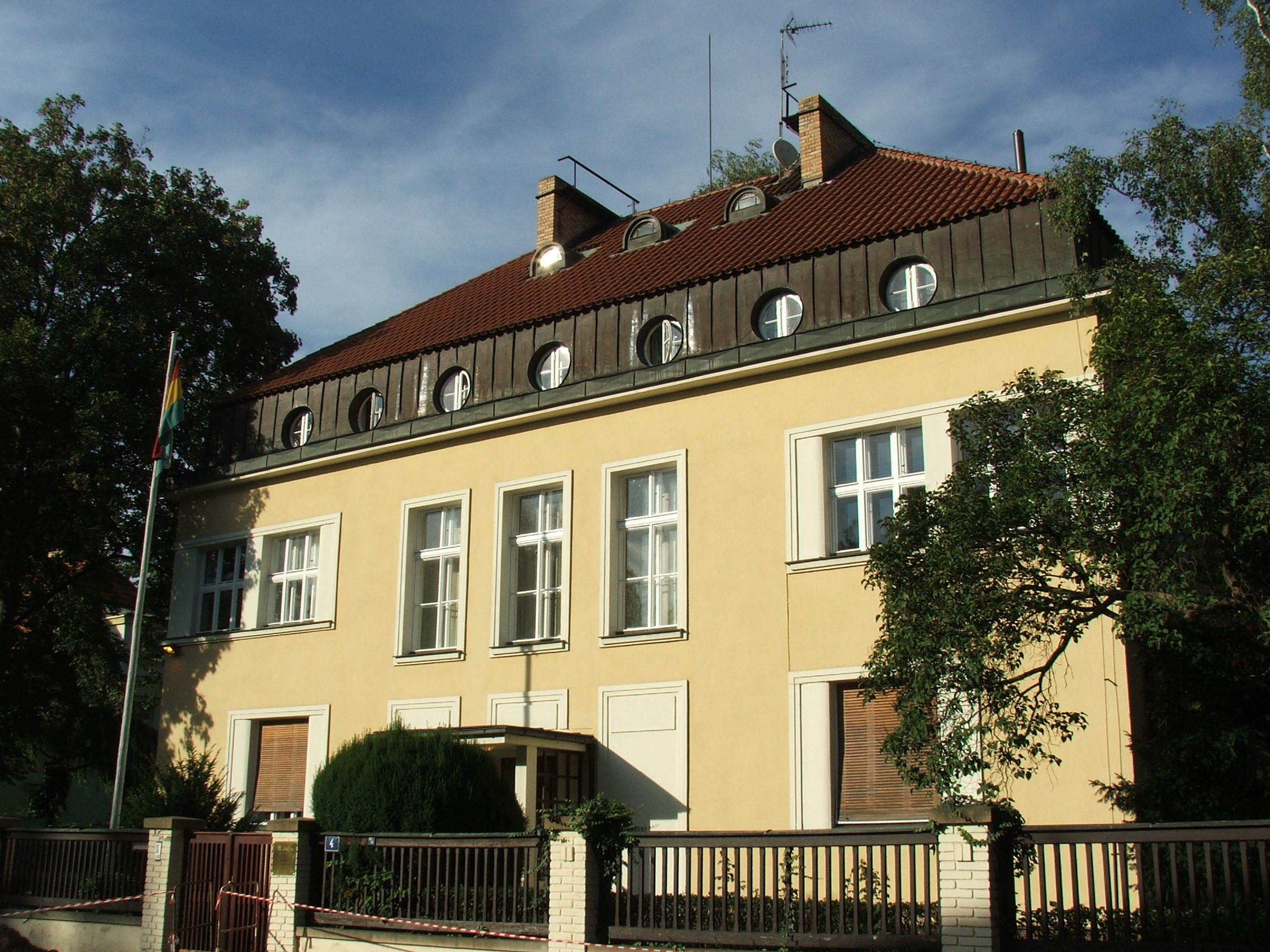
프라하 주재 가나 대사관

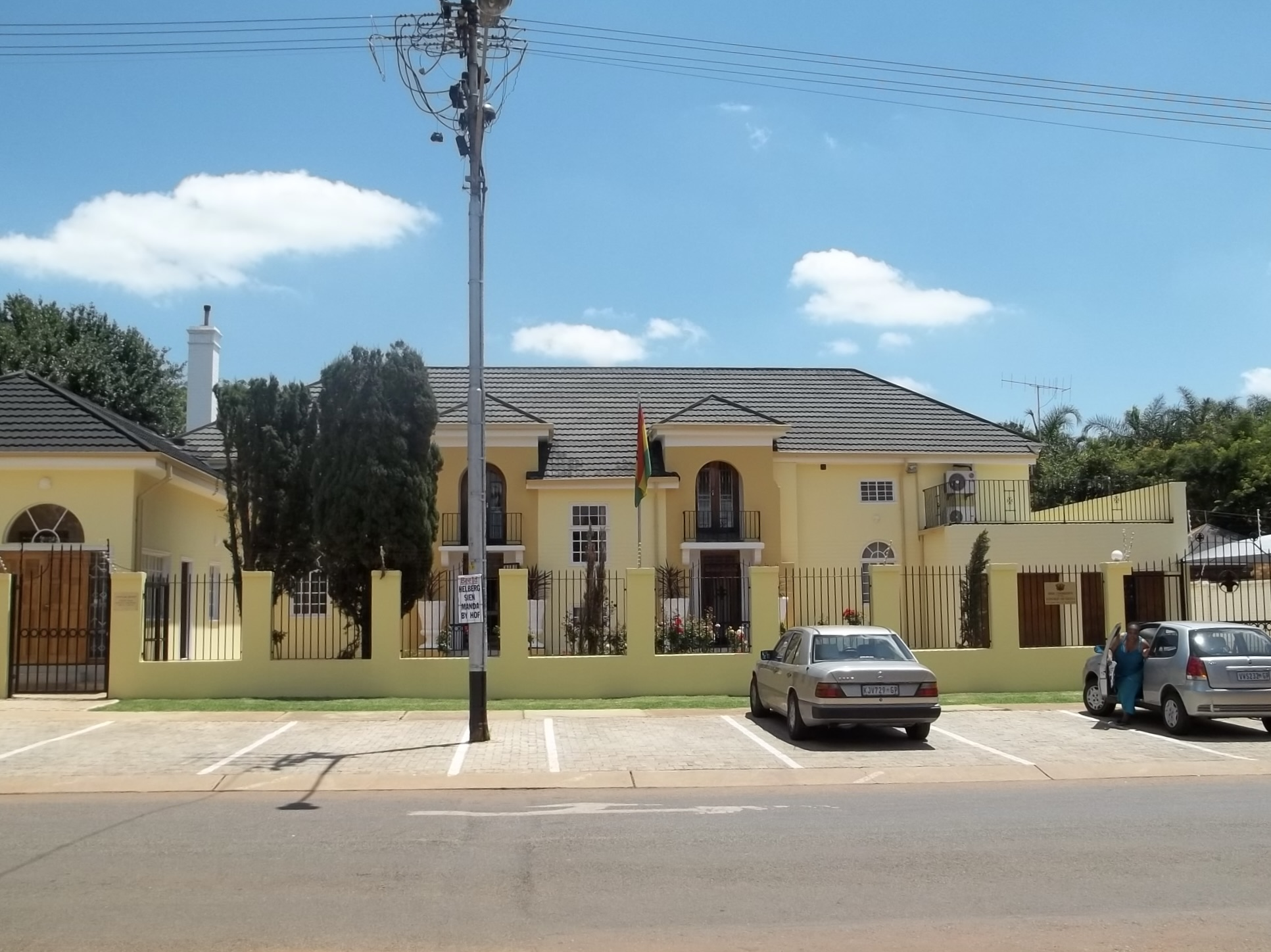
프리토리아 주재 가나 고등판무관 사무소

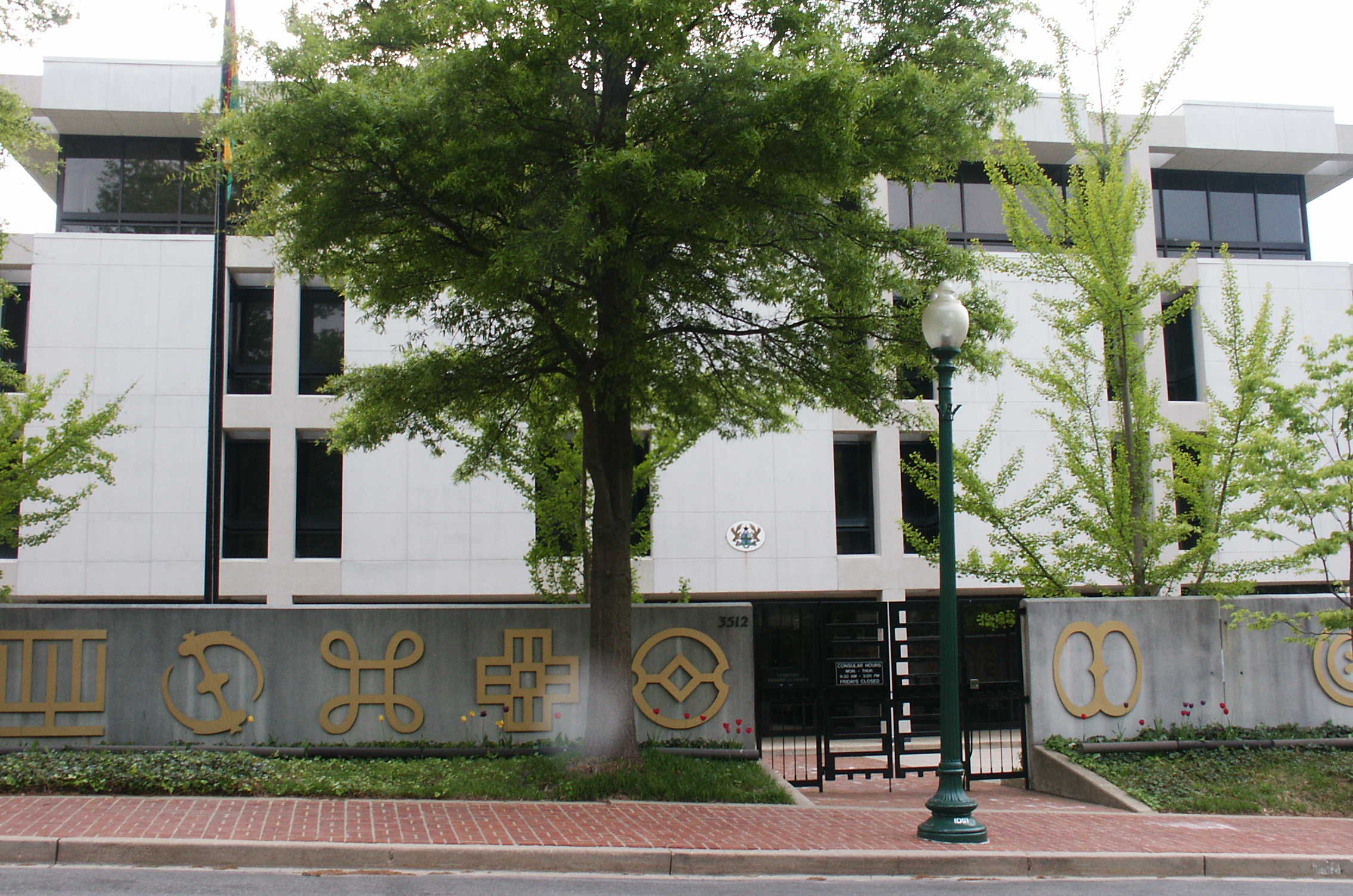
워싱턴 D.C. 주재 가나 대사관

가나의 재외공관 목록은 가나 주재 대사관과 고등판무관 사무소를 각국에 상주시켜 놓는 것을 의미하며 가나의 재외공관을 나열한 목록이다.

## 아프리카
- 알제리 : 알제 (대사관)
- 앙골라 : 루안다 (대사관)
- 베냉 : 코토누 (대사관)
- 부르키나파소 : 와가두구 (대사관)
- 코트디부아르 : 아비장 (대사관)
- 콩고 민주 공화국 : 킨샤사 (대사관)
- 이집트 : 카이로 (대사관)
- 적도 기니 : 말라보 (대사관)
- 에티오피아 : 아디스아바바 (대사관)
- 기니 : 코나크리 (대사관)
- 케냐 : 나이로비 (고등판무관 사무소)
- 라이베리아 : 몬로비아 (대사관)
- 리비아 : 트리폴리 (대사관)
- 말리 : 바마코 (대사관)
- 모로코 : 라바트 (대사관)
- 나미비아 : 빈트후크 (고등판무관 사무소)
- 나이지리아 : 아부자 (고등판무관 사무소), 라고스 (총영사관)
- 세네갈 : 다카르 (대사관)
- 시에라리온 : 프리타운 (고등판무관 사무소)
- 남아프리카 공화국 : 프리토리아 (고등판무관 사무소)
- 토고 : 로메 (대사관)
- 잠비아 : 루사카 (고등판무관 사무소)
- 짐바브웨 : 하라레 (대사관)

## 아메리카
- 브라질 : 브라질리아 (대사관)
- 캐나다 : 오타와 (고등판무관 사무소)
- 쿠바 : 아바나 (대사관)
- 미국 : 워싱턴 D.C. (대사관)

## 아시아
- 중화인민공화국 : 베이징시 (대사관)
- 인도 : 뉴델리 (고등판무관 사무소)
- 이란 : 테헤란 (대사관)
- 이스라엘 : 텔아비브 (대사관)
- 일본 : 도쿄도 (대사관)
- 대한민국 : 서울특별시 (대사관)
- 말레이시아 : 쿠알라룸푸르 (고등판무관 사무소)
- 사우디아라비아 : 리야드 (대사관), 지다 (총영사관)
- 튀르키예 : 앙카라 (대사관)
- 아랍에미리트 : 두바이 (총영사관)

## 유럽
- 벨기에 : 브뤼셀 (대사관)
- 체코 : 프라하 (대사관)
- 덴마크 : 코펜하겐 (대사관)
- 프랑스 : 파리 (대사관)
- 독일 : 베를린 (대사관)
- 이탈리아 : 로마 (대사관)
- 네덜란드 : 헤이그 (대사관)
- 러시아 : 모스크바 (대사관)
- 스페인 : 마드리드 (대사관)
- 스위스 : 베른 (대사관)
- 영국 : 런던 (고등판무관 사무소)

## 오세아니아
- 오스트레일리아 : 캔버라 (고등판무관 사무소)

## 대표부
- EU 가나 정부 대표부 : 브뤼셀
- UN 가나 정부 대표부 : 뉴욕, 제네바

## 같이 보기
- 가나 주재 외국공관 목록